# Brandangersundbrua
Die Brandangersundbrua ist eine Straßenbrücke in der norwegischen Kommune Gulen in der Provinz (Fylke) Vestland (ehemals Sogn og Fjordane).
Die etwa 60 km Luftlinie nördlich von Bergen stehende Brücke führt die Provinzstraße Fv5582 (ehemals Fv4) vom Festland über den Brandangersund zur Insel Sandøyna. Von da aus geht die Fv5582 weiter über die Mjåsundbrua zur Insel Mjømna und weiter über die Nappsundbrua und die Mjømnesundbrua zur Insel Byrknesøyna.
Die Brandangersundbrua ist die größte Netzwerkbogenbrücke Norwegens.

## Beschreibung
Die 285 m lange und 7,6 m breite Brandangersundbrua hat 220 m weite stählerne Netzwerkbögen aus 70 cm starken Stahlrohren, die durch einen Zick-Zack-förmigen Windverband aus kleineren Stahlrohren versteift werden. Die schräg angeordneten, sich meist zweimal kreuzenden Hänger bestehen aus 42 mm starken Drahtseilen. Die Pfeilhöhe über der leicht nach oben gewölbten Fahrbahn beträgt 30,7 m. Der Fahrbahnträger ist eine dünne, an den Rändern verstärkte Spannbetonplatte. Die Fahrbahn ist 5,0 m breit.
Die Brückendurchfahrtshöhe beträgt 18 m.
Die Brücke wurde von Aas–Jakobsen entworfen und von Skanska als Generalunternehmer in den Jahren 2009 und 2010 errichtet.
Die Stahlkonstruktion wurde von HSM Steel Structures aus den Niederlanden an Land in Sløvåg, etwa 7 km südlich der Baustelle, gefertigt und von zwei Schwimmkranen der Smit Heavy Lift zur Baustelle eingeschwommen. Die großen, mit der Konstruktion verschweißten Augen, mit denen die Brücke an das Hebegeschirr der Schwimmkrane gelascht wurde, sind noch vorhanden.